# 高浮雕

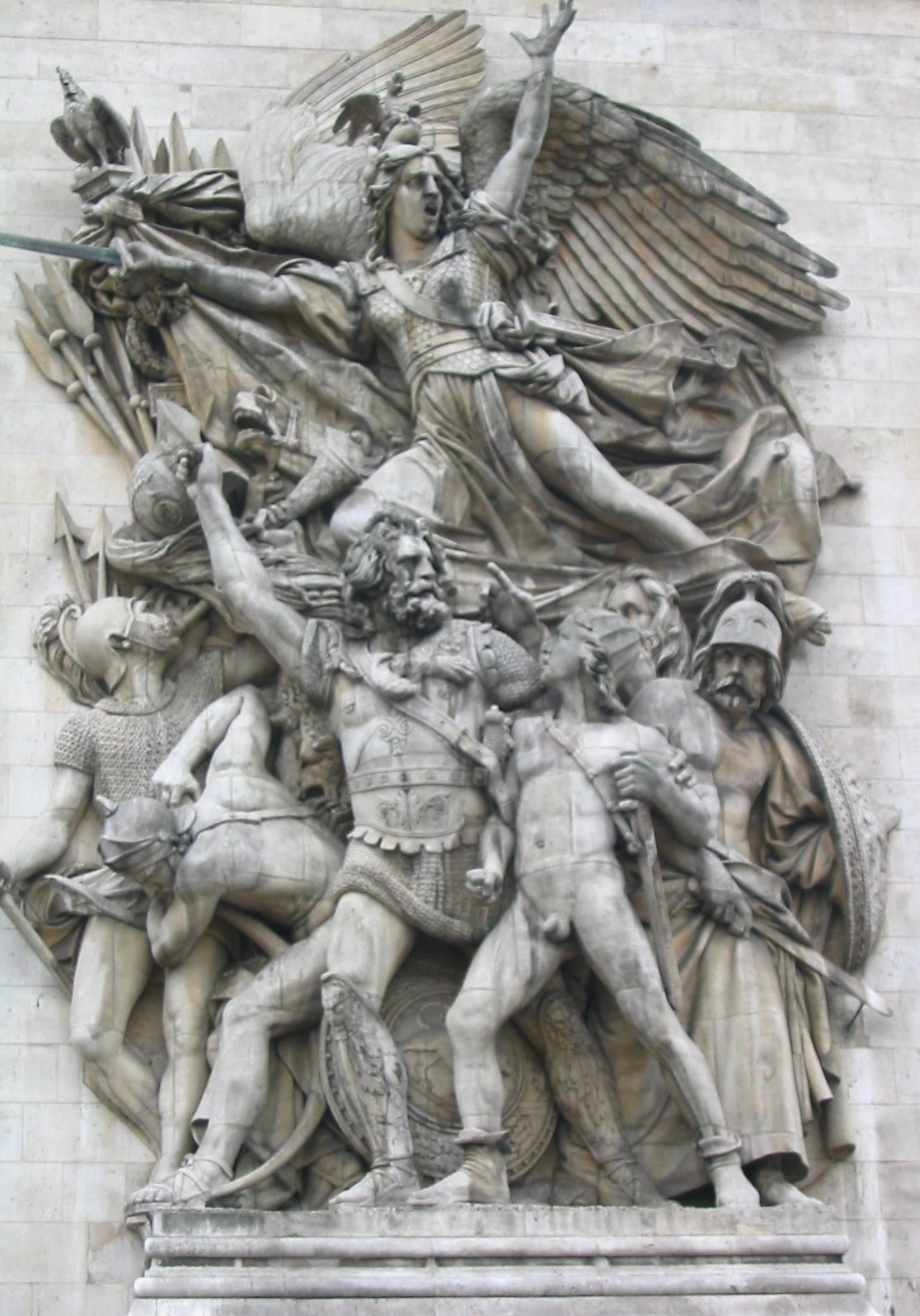
弗朗索瓦·吕德的高浮雕的作品《马赛曲》，位于巴黎凯旋门

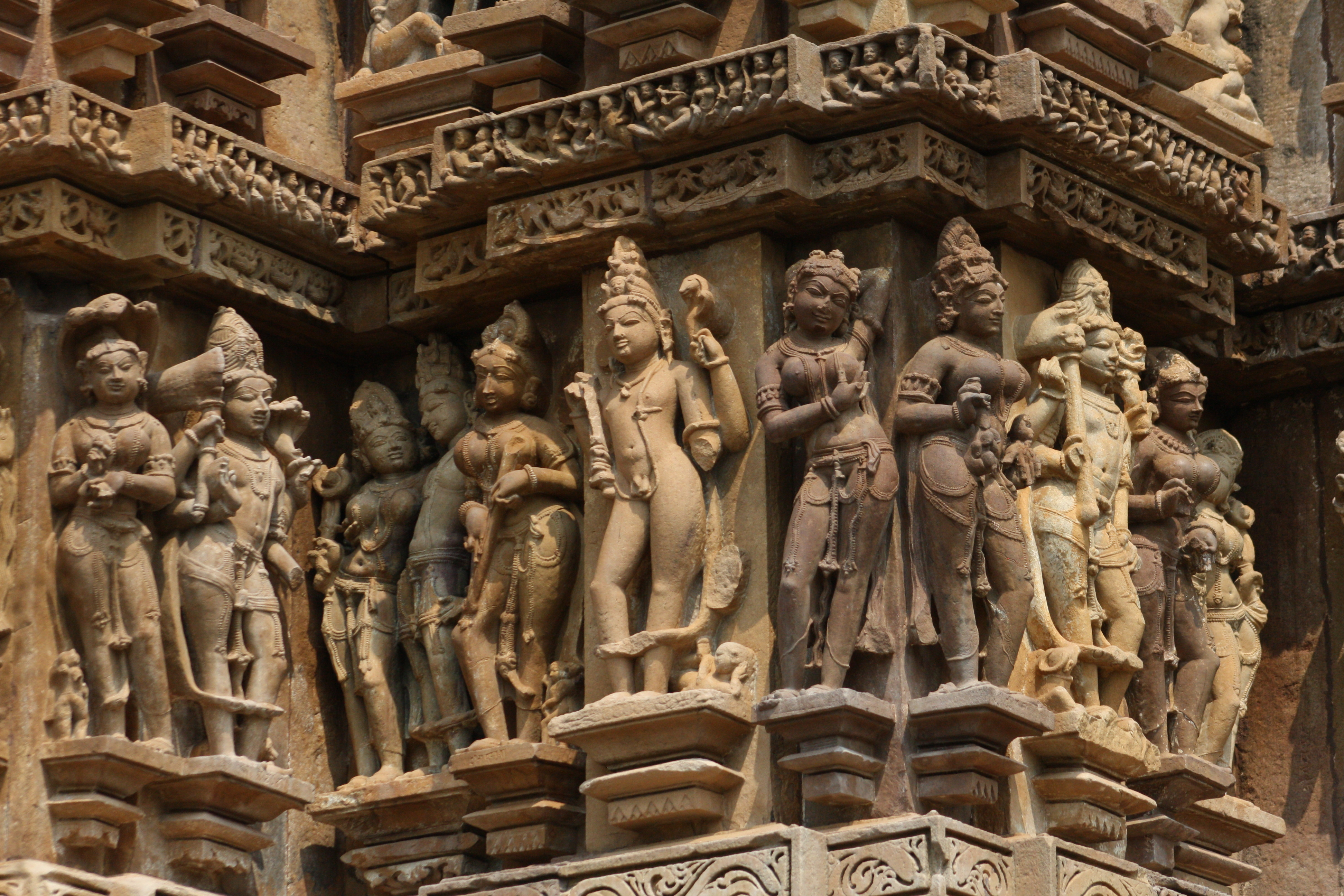
印度克久拉霍的高浮雕神像

高浮雕是一种浮雕技法，其特征是突起于背景的部分占所雕事物体积的一半以上。高浮雕是西方雕塑中人物浮雕的主要形式，其在印度寺庙雕塑中也很常见。